# Daily Express
El Daily Express es un tabloide conservador populista británico. Es el estandarte de Express Newspapers, propiedad de la editorial Reach (ex-Trinity Mirror). Tiene una tirada de 300 mil ejemplares aproximadamente.
Express Newspapers publica el Daily Express, el Sunday Express, el Daily Star y el Daily Star Sunday.

## Historia
El Daily Express fue fundado en 1900 por Cyril Arthur Pearson, editor del Pearson's Own y otros títulos. Tras perder la vista por glaucoma en 1913, Pearson le vendió el diario en 1916 al futuro Lord Beaverbrook. Fue uno de los primeros periódicos que publicaron rumores e información deportiva, y el primer diario de Gran Bretaña en incorporar crucigramas. Se trasladó en 1931 al 133 de Fleet Street. Bajo el mando de Beaverbrook el periódico alcanzó una tirada fenomenalmente alta, estableciendo nuevos récords de ventas de diarios en muchas ocasiones a lo largo de la década de 1930. Este éxito fue parcialmente a causa de una campaña de marketing agresiva y una vigorosa guerra con otros diarios populistas. Beaverbrook también descubrió y apoyó a un editor llamado Arthur Christiansen, que mostró el don poco habitual de mantenerse al corriente de los intereses de los lectores. El periódico también contenía las viñetas de Rupert Bear (creado por Alfred Bestall en 1920) y Carl Giles. También apoyó la política de apaciguamiento de Neville Chamberlain hacia la Alemania Nazi.
La llegada de la televisión y el cambio de los intereses del público dañaron su rentabilidad, y tras la muerte de Beaverbrook en 1964, la tirada del periódico emprendió un declive durante muchos años. Con la irrupción de The Sun en 1969 y la renovación del Daily Mail en 1971, la circulación del diario bajó a menos de 3 millones diarios en 1975, habiendo tenido una tirada de 4 millones en 1967. El Express pasó del tamaño sábana a tabloide en 1977, siendo adquirido aquel año por la compañía constructora Trafalgar House.
En 2000 Express Newspapers pasó a ser propiedad de Richard Desmond en una controvertida transacción debido al hecho de que Desmond entonces editaba varias revistas para adultos, lo cual también significó la renuncia de parte del equipo editorial, incluido el columnista Peter Hitchens, quien pasó al Mail on Sunday.
Durante la década del 2010, la postura política del diario tomó un notorio euroescepticismo, alinéandose con el Partido de la Independencia del Reino Unido (UKIP) y publicando numerosos artículos en contra de la Unión Europea previo al referéndum del Brexit en 2016. Esta cobertura ha sido criticada por numerosos organismos y tal como con otros periódicos, varios lectores y avisadores boicotearon al Express luego de la elección.
En 2018, Desmond vendió sus diarios a la editorial Trinity Mirror (la cual publica el Daily Mirror). Tras la fusión, la empresa pasó a denominarse bajo el nombre Reach. Pese al perfil izquierdista de sus nuevos propietarios, la línea editorial del Express se ha mantenido sin cambios.